# ماریون (کانزاس)
ماریون (به انگلیسی: Marion) شهری در ایالت کانزاس کشور ایالات متحده آمریکا است که جمعیت آن در سرشماری سال ۲۰۱۰ میلادی، ۱٬۹۲۷ نفر بوده‌است.